# Georges Lautner
Georges Lautner (Nizza, 24 gennaio 1926 – Neuilly-sur-Seine, 22 novembre 2013) è stato un regista, sceneggiatore, scrittore e scenografo francese figlio dell'attrice Renée Saint-Cyr.

## Biografia
Figlio dell'aviatore Léopold Lautner e dell'attrice Renée Saint-Cyr, nel 1933 Georges Lautner si trasferisce a Parigi con la madre, che dopo diverse esperienze in teatro debutta sul grande schermo con un ruolo da protagonista nella prima versione sonora di Le due orfanelle di Maurice Tourneur. Nel 1938 suo padre muore a causa di un incidente aereo. Durante la Seconda guerra mondiale Lautner si iscrive al Liceo Janson de Sailly a Parigi e, al termine del conflitto, ottiene una laurea in scienze politiche e volge lo sguardo al mondo del cinema, svolgendo nel frattempo lavori saltuari.
Il suo debutto cinematografico risale al 1945 come scenografo nel film La Route du Bagne di Léon Mathot. Nel 1947 è costretto ad abbandonare Parigi e quindi il cinema, per andare a svolgere il servizio militare in Austria, dove tuttavia ha modo di partecipare a dei corsi per proiezionisti. Al suo ritorno in patria, diventa secondo assistente alla regia di Sacha Guitry per Le trésor de Cantenac. Negli anni cinquanta continua a lavorare su vari set, svolgendo ruoli di aiuto-regista e scenografo, ma comincia anche ad ottenere piccole parti come attore non protagonista in pellicole come Capitaine Ardant (1951) di André Zwoboda. Nel 1958, il direttore di produzione Maurice Juven gli propone di realizzare il film La Vie en Rose, girato soltanto in un mese, ma il primo lungometraggio di Lautner è un piccolo fiasco commerciale. Viene contattato nuovamente da Juven che, fiducioso nelle capacità del giovane regista, gli la realizzazione di un nuovo film, Colpo alla nuca (1960), adattamento del romanzo omonimo di Jack Murray. Grazie ad una certa destrezza con la macchina da presa e ad una buona collaborazione da parte di tutta la troupe sul set, Lautner ottiene il suo primo vero successo.
Dopo aver diretto Tempesta in Normandia (1961) con Bernard Blier e Henri Virlojeux, nello stesso anno Lautner diviene noto al grande pubblico con il film Hitler non è morto, adattato da un romanzo del Colonnello Rémy, pseudonimo di Gilbert Renault. Con questo thriller poliziesco, interpretato da Paul Meurisse nel ruolo di "Monocle", un agente segreto francese, il regista ottiene un ottimo successo commerciale, tanto da continuare la propria produzione l'anno successivo con Il settimo giurato (1962), un dramma-psicologico, interpretato sempre da Bernard Blier. Nel 1963 il produttore Alain Poiré gli affida la regia offre la possibilità di realizzare il film In famiglia si spara, film scritto assieme a Michel Audiard e interpretato da Lino Ventura, che sostituisce Jean Gabin a seguito di un piccolo disaccordo con Lautner), Bernard Blier e Francis Blanche. La pellicola ottiene un buon successo e diviene un classico del cinema d'oltralpe, grazie alle sue sfumature comiche.
Nel 1968 Lautner dirige La fredda alba del commissario Joss, riuscendo questa volta ad avere come protagonista Jean Gabin che, compreso a pieno lo stile ricco ed innovativo del regista (caratterizzato da brevi pause, ripetuti primi piani e da un uso vasto di campi lunghissimi), renderà un'ottima interpretazione, tanto da ricevere la candidatura ad una serie di premi in festival francesi.
Gli anni settanta sono molto prolifici per Lautner, che dirige film di buon successo come C'era una volta un commissario... (1972), Il grande bordello (1973), Hai mai provato... in una valigia? (1973), Esecutore oltre la legge (1974), Infedelmente tua (1976) e Morte di una carogna (1977) con Alain Delon. Successivamente il regista lavora con Jean-Paul Belmondo in Poliziotto o canaglia (1979), Il piccione di piazza San Marco (1980) e Joss il professionista (1981), quest'ultimo uno dei più grandi successi del cinema francese.
Con Matrimonio con vizietto (Il vizietto III) (1985), Lautner conclude inoltre la celebre trilogia avviata da Édouard Molinaro con Il vizietto (1978) e Il vizietto II (1980). Negli anni novanta, perso il successo degli anni precedenti con L'Inconnu dans la maison (1992), sempre con Belmondo protagonista, Lautner si dedica principalmente alla regia di serie televisive.
Nel 2005 pubblica una sua breve autobiografia intitolata On aura tout vu.

## Filmografia

### Regista
- La Môme aux boutons (1958)
- Colpo alla nuca (Marche ou crève) (1960)
- Tempesta in Normandia (Arrêtez les tambours) (1961)
- Hitler non è morto (Le Monocle noir) (1961)
- Operazione: Gold Ingot (En plein cirage) (1962)
- Il settimo giurato (Le septième juré) (1962)
- Sparate a vista all'inafferrabile 009 (L'oeil du Monocle) (1962)
- In famiglia si spara (Les Tontons flingueurs) (1963)
- 7-9-18 da Parigi un cadavere per Rocky (Des pissenlits par la racine) (1964)
- L'ispettore spara a vista (Le Monocle rit jaune) (1964)
- Quattro spie sotto il letto (Les Barbouzes) (1964)
- Les bons vivants, episodio del film Per favore, chiudete le persiane (1965)
- Galia (1966)
- Licenza di esplodere (Ne nous fâchons pas) (1966)
- Femmina (La grande sauterelle) (1967)
- La signora non si deve uccidere (Fleur d'oseille) (1967)
- La fredda alba del commissario Joss (Le pacha) (1968)
- Quando il sole scotta (Road to Salina) (1970)
- Tre canaglie e un piedipiatti (Laisse aller, c'est une valse) (1971)
- C'era una volta un commissario... (Il était une fois un flic...) (1972)
- Il grande bordello (Quelques messieurs trop tranquilles) (1973)
- Hai mai provato... in una valigia? (La Valise) (1973)
- Esecutore oltre la legge (Les seins de glace) (1974)
- Non c'è problema (Pas de problème!, 1975)
- Infedelmente tua (On aura tout vu) (1976)
- Morte di una carogna (Mort d'un pourri) (1977)
- Ils sont fous ces sorciers (1978)
- Poliziotto o canaglia (Flic ou voyou) (1979)
- Il piccione di piazza San Marco (Le guignolo) (1980)
- Est-ce bien raisonnable? (1981)
- Joss il professionista (Le professionnel) (1981)
- Attention! Une femme peut en cacher une autre (1983)
- Irresistibile bugiardo (Joyeuses Pâques, 1984)
- Le Cowboy (1985)
- Matrimonio con vizietto (Il vizietto III) (La cage aux folles III: 'Elles' se marient) (1985)
- La Vie dissolue de Gérard Floque (1987)
- Ombre sui muri (La Maison assassinée) (1988)
- L'Invité surprise (1989)
- Presunto violento (Présumé dangereux) (1990)
- Triplex (1991)
- Room service (1992)
- Prêcheur en eau trouble (1992) - film TV
- L'inconnu dans la maison (1992)
- L'homme de mes rêves (1994) - film TV
- Le comédien (1996) - film TV
- Le bistrot, episodio della serie TV Scénarios sur la drogue (2000)
- Les cons, ça ose tout, episodio della serie TV Les redoutables (2000)